# Phái Hồng quân
Phái Hồng quân (tiếng Đức: Rote Armee Fraktion; viết tắt là RAF, tiếng Anh: Red Army Faction), cũng được gọi là Nhóm Baader-Meinhof hoặc Băng đảng Baader-Meinhof (tiếng Đức: Baader-Meinhof-Gruppe, Baader-Meinhof-Bande), là tổ chức chiến binh hiếu chiến theo xu hướng cực tả của Tây Đức. RAF được thành lập vào năm 1970, với hạt nhân là Andreas Baader, Gudrun Ensslin, Horst Mahler, Ulrike Meinhof và những người khác. Chính phủ Tây Đức coi Phái Hồng quân là một tổ chức khủng bố.
Phái đoàn Hồng quân tham gia vào một loạt các vụ đánh bom, ám sát, bắt cóc, cướp ngân hàng và đấu súng với cảnh sát trong suốt ba thập kỷ. Hoạt động của họ đã đạt đến đỉnh điểm vào cuối năm 1977, dẫn đến cuộc khủng hoảng quốc gia được gọi là "Mùa thu Đức". RAF chịu trách nhiệm về cái chết của 34 người, bao gồm nhiều mục tiêu thứ yếu, chẳng hạn như những người lái xe và vệ sĩ, cũng như nhiều thương tích trong suốt quá trình hoạt động gần ba mươi năm. Mặc dù được biết đến nhiều hơn, RAF lại thực hiện ít phi vụ hơn tổ chức Các Tế bào Cách mạng (Revolutionäre Zellen, RZ), chịu trách nhiệm cho 296 cuộc tấn công bằng bom, đốt phá công trình và các cuộc tấn công khác trong khoảng thời gian từ 1973 đến 1995.
Ulrike Meinhof có liên quan đến cuộc vượt ngục của Baader vào năm 1970.
Đôi khi nhóm này được nói dưới dạng thuật ngữ trong các thế hệ:
- "thế hệ thứ nhất" bao gồm Baader, Ensslin, Meinhof và những người khác;
- "thế hệ thứ hai", sau khi phần lớn thế hệ đầu tiên bị bắt vào năm 1972; và
- "thế hệ thứ ba" của RAF, tồn tại trong những năm 1980 và 1990 cho đến năm 1998, sau khi thế hệ đầu tiên qua đời trong nhà tù an ninh tối đa Stammheim năm 1977.

Ngày 20 tháng 4 năm 1998, một bức thư tám trang được đánh máy bằng tiếng Đức đã được fax cho hãng tin Reuters, ký tên "RAF" với biểu tượng ngôi sao đỏ cùng khẩu tiểu liên, tuyên bố rằng nhóm đã giải tán. Năm 1999, sau một vụ cướp tại Duisburg, dấu vết của Staub và Klette được tìm thấy, thúc đẩy một cuộc điều tra chính thức về khả năng tái lập. Một lần nữa, vào tháng 1 năm 2016, cảnh sát Đức đã xác định ba thành viên RAF là thủ phạm của một cuộc tấn công vào một chiếc xe tải bọc thép vận chuyển 1 triệu euro, là nguyên do thúc đẩy nghi ngờ rằng RAF có thể hoạt động trở lại. Những vụ cướp được coi là những hành vi tội phạm và không phải là khủng bố.
Tổ chức Tế bào Chống Đế quốc (Anti-Imperialist Cell), một nhóm hai người bị bắt vào năm 1996, tự tuyên bố kế nhiệm nhóm này. Tổng cộng, RAF đã giết chết 34 người, và 27 thành viên hoặc người ủng hộ đã thiệt mạng.

## Biên niên sử RAF

### Khởi đầu
Bối cảnh chính trị cho sự chống đối của RAF, ngoài những vụ việc khác, là việc cấm Đảng Cộng sản Đức trong năm 1956, tái vũ trang, việc nước Đức ủng hộ sự tham gia của Mỹ trong chiến tranh Việt Nam, đưa ra các luật lệ của tình trạng khẩn cấp (Notstandsgesetze) và việc sinh viên Benno Ohnesorg bị bắn chết tại Tây Berlin trong một cuộc biểu tình phản đối chuyến viếng thăm của vua Ba Tư.
Đặc biệt, thế hệ thứ nhất của RAF xuất thân từ phái hiếu chiến (militant) của Phong trào đối lập ngoài nghị viện (xem Phong trào 68) mà cuối thập niên 1960 đã phân rã ra thành nhiều đảng phái cộng sản (Nhóm K) và nhóm cánh tả khác nhau.
Sau các thảo luận chiến lược diễn ra trong phong trào sinh viên về tính hợp pháp của "bạo lực chống lại tài sản" (Gewalt gegen Sachen), Baader và Ensslin cùng với Thorwald Proll và Horst Söhnlein đã dùng kíp nổ chậm gây ra 2 vụ hỏa hoạn trong 2 siêu thị tại thành phố Frankfurt am Main vào lúc giữa đêm ngày 2 tháng 4 năm 1968 để phản đối cuộc chiến của Mỹ tại Việt Nam. Các cuộc hỏa hoạn gây thiệt hại tổng cộng là 1,9 triệu Mark. Những người đốt nhà đã bị bắt ngay từ ngày 4 tháng 4 và sau đó bị xử phạt mỗi người 3 năm tù.
Vụ án đã được tranh cãi ngay từ thời bấy giờ và ngày nay được xem ít nhất cũng là thêm một động cơ cho việc khủng bố từ trong bí mật. Mặc dầu các cuộc hỏa hoạn chỉ gây thiệt hại về trang thiết bị chứ không gây hư hại đến tòa nhà và các chủ siêu thị, ngay khi các lý do không được làm sáng tỏ, cũng không thực thi quyền phát đơn khởi tố của họ, công tố viên Walter Griebel đã khởi tố vì tội cố ý gây hỏa hoạn nghiêm trọng, một tội phạm mà bên cạnh việc cố tình gây hỏa hoạn trong nhà thờ và nhà dân cư còn bao gồm cả những nơi "thường hay có người ở lại trong đó" vào thời điểm gây hỏa hoạn. Lý do cho việc có người vào lúc giữa đêm trong siêu thị được công tố viên nêu trong câu "mọi người đều biết rằng vào ban đêm có người trong siêu thị" và về việc nhiều phần của các tòa nhà đã không bốc cháy "sau cùng là cả trung tâm thành phố Frankfurt đã có thể cháy rụi!".
Trong một bài báo vào ngày 8 tháng 11 năm 1968 Uwe Nettelbeck trong tờ Die Zeit đã gọi vụ xử án này là "một sự kiện [...], mà trong đó sự phân chia quyền lực đã tự diễn đạt mình như là một sự phân chia nhiệm vụ sử dụng quyền lực cần thiết để bảo vệ trật tự hiện hành" và cho rằng công tố viên Griebel "trong một đánh giá bằng chứng hết sức tự do" đã tự chứng tỏ mình là một "quỷ lửa".
Sau khi đệ đơn kháng án lên Tòa án Liên bang Đức, những người bị tuyên án tạm thời được tự do. Sau khi bị tòa bác đơn, Baader và Ensslin lẩn trốn vào bí mật và cùng với luật sư của họ là Horst Mahler quyết định thành lập một nhóm "du kích quân thành phố" theo gương mẫu châu Mỹ La tinh (Sách hướng dẫn nhỏ cho du kích thành phố của Carlos Marighella và Lý thuyết trọng điểm (Fokustheorie) của Che Guevara và Régis Debray). Kế hoạch này đổ vỡ vì Andreas Baader, thành viên lãnh đạo, bị bắt. Ngày nay việc giải phóng Baader kế tiếp theo đó được xem như là hành động đầu tiên của RAF.
Việc này xảy ra vào ngày 14 tháng 5 năm 1970. Andreas Baader được dẫn về Viện về các vấn đề xã hội (Institut für Soziale Fragen) tại Berlin vì nhà báo nữ Ulrike Meinhof đã viện cớ muốn cùng soạn thảo với ông một quyển sách. Bằng cách sử dụng vũ khí, Baader đã được giải phóng. Nhân viên của viện là George Linke đã bị bắn trọng thương trong vụ này.
Trong thời kỳ xây dựng, nhóm đã gây chú ý của nhà nước đầu tiên bằng nhiều vụ cướp ngân hàng, ăn cắp xe, văn kiện và kế tiếp theo, trong tháng 4 năm 1971, là công bố chiến lược "Phương án du kích trong thành phố". Ngay sau đó lệnh truy nã nhóm người mà lúc này có vào khoảng 50 thành viên được phát ra trên toàn liên bang.
Ngay khi vụ đốt các siêu thị ở Frankfurt được thảo luận trong một phần tài liệu như là bắt đầu của Phái Hồng quân thì ít nhất là việc giải phóng Baader được xem như là khoảng khắc thành lập nhóm. Điều này cũng phù hợp với những gì RAF tự nhận.

### Thế hệ thứ nhất
Thế hệ thứ nhất của RAF (Andreas Baader, Gudrun Ensslin, Holger Meins, Ulrike Meinhof, Jan-Carl Raspe và nhiều người khác) trong thời gian từ 1970 đến 1972 đã thực hiện nhiều vụ đánh cướp ngân hàng, đánh bom các cơ sở quân sự Mỹ, trong đó có sở tổng chỉ huy quân đội Mỹ tại Frankfurt am Main, và cơ quan nhà nước, qua đó đã có bốn người chết và trên 30 người bị thương. Trong tháng 6 năm 1972 những người nắm vai trò chủ chốt bị bắt giam: Andreas Baader, Holger Meins và Jan-Carl Raspe tại Frankfurt, Gudrun Ensslin tại Hamburg, Brigitte Mohnhaupt tại Tây Berlin và Ulrike Meinhof tại Hannover. Tháng 5 năm 1975 họ bị khởi tố và trong tháng 4 năm 1977 sau 192 ngày xử án bị tuyên án tù chung thân vì tội giết người ngoài những tội khác.
Trong nhà giam, nhóm người này khiếu nại về điều kiện giam giữ được thắt chặt như là tra tấn bằng cách cô lập và yêu cầu hủy bỏ điều này cũng như là công nhận quy chế tù nhân chiến tranh và những điều khác. Để tăng sức ép cho yêu cầu, họ đã nhiều lần tuyệt thực mà hậu quả là Holger Meins đã chết trong trại giam Wittlich vào ngày 9 tháng 11 năm 1974. Hoạt động của những người bị giam, với sự giúp đỡ của các luật sư bảo vệ thí dụ như của các luật sư mà sau này cũng bị khởi tố là Hors Mahler và Klaus Croissant, đã gây nên hưởng ứng rộng rãi trong giới cánh tả. Thuộc vào trong số những luật sư nổi tiếng nhất của thế hệ RAF thứ nhất là các chính trị gia sau này của Đảng Xanh Hans-Christian Ströbele và Otto Schily, người năm 1989 đã chuyển qua gia nhập Đảng Xã hội Dân chủ Đức (SPD) và nguyên là bộ trưởng Bộ nội vụ Đức 1998-2005. Thế nhưng qua miêu tả của nhân viên trại giam Horst Bubeck cũng như là qua hình ảnh tù nhân tự chụp lẫn nhau bằng một máy ảnh được lén mang vào thì những quả quyết về điều kiện giam được thắt chặt và tra tấn bằng cô lập được tương đối hóa đi rất nhiều.
Ngày 25 tháng 4 năm 1975, 6 người Đức, "Đội quân Holger Meins" (Kommando Holger Meins), chiếm nhiều phần của tòa đại sứ quán Đức tại Stockholm và yêu cầu trả tự do cho những người đứng đầu của RAF đang bị giam giữ (đọc Vụ bắt con tin ở Stockholm và Friederike Krabbe). Sau khi tùy viên quân sự của đại sứ quán, đại tá Andreas von Mirbach, bị bắn chết, cảnh sát Thụy Điển chấp nhận lời yêu cầu và rút ra khỏi tòa nhà chính của đại sứ quán. Tùy viên kinh tế, Heinz Hillegaart, bị giết chết sau khi chính phủ liên bang Đức tuyên bố không chấp nhận yêu cầu này. Một người khủng bố vô ý gây nổ làm cháy tòa nhà, qua đó Ulrich Wessel trong nhóm RAF đã chết, thành viên RAF Siegfried Hausner tử thương sau đó, 4 thành viên RAF khác bị bắt và tuyên án sau này.
Ngày 5 tháng 9 năm 1977 những người thuộc thế hệ RAF thứ hai bắt cóc Hanns-Martin Schleyer, chủ tịch Hiệp hội những người sử dụng lao động, làm con tin và yêu cầu trả tự do cho nhóm thành viên RAF đang bị giam. Sau khi chính phủ Đức không chấp nhận yêu cầu này, vào ngày 13 tháng 10, một nhóm 4 người thuộc Mặt trận Nhân dân Giải phóng Palestina đã cướp chiếc máy bay Landshut của hãng hàng không Lufthansa nhằm tăng thêm sức ép. Khi các vụ việc này thất bại, Andreas Baader, Gudrun Ensslin và Jan-Carl Raspe đã tự tử chết trong trại giam tại Stammheim.

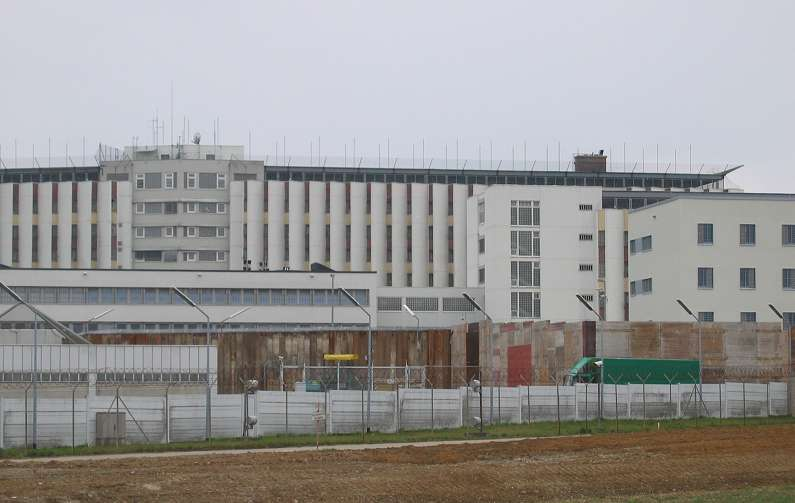
Trại giam tại Stammheim

Andreas Baader được tìm thấy nằm chết trên sàn nhà trong phòng giam do súng bắn vào đầu. Jan-Carl Raspe bị thương nặng và chết trong bệnh viện gần 2 tiếng sau đó. Gudrun Ensslin treo cổ tự tử trên lưới sắt cửa sổ. Irmgard Möller tự đâm 4 nhát dao vào vùng gần tim nhưng được cứu sống. Theo tổng công tố viên liên bang Kurt Rebmann cho biết trước Ủy ban điều tra của quốc hội tiểu bang Baden-Württemberg và trước báo chí trong tháng 1 năm 1978, vũ khí tù nhân dùng để tự bắn chết mình được luật sư Arndt Müller mang lén vào trại giam trong mùa xuân 1977. Hai người đang bị bắt giam để điều tra đã xác nhận việc mang lén vũ khí này trong lúc hỏi cung trước quan tòa, tên tuổi của họ được giữ kín vì lý do an toàn. Hai người này là liên lạc viên của RAF Volker Speitel và Hans-Joachim Dellwo. Theo lời khai của Volker Speitel sau khi bị bắt, các khẩu súng do chính ông dấu vào hồ sơ của hai luật sư Arndt Müller và Armin Newerla để mang vào trại giam. Müller và Newerla phủ nhận điều này cho đến ngày hôm nay.
Trước đó, trong đêm ngày 8 rạng sáng ngày 9 tháng 5 năm 1976 Ulrike Meinhof treo cổ tự tử trên lưới cửa sổ trong phòng giam bằng một dây làm từ nhiều mảnh vải. Mâu thuẫn và không nhất quán trong thông tin chính thức về cái chết của cô đã dẫn đến việc thành lập một ủy ban điều tra quốc tế.
Cho đến ngày hôm nay Irmgard Möller vẫn phủ nhận lời tường thuật chính thức về một cuộc tự sát tập thể dùng những vũ khí khác nhau của những người kia. Hoàn cảnh các cái chết sau đó trở thành cơ sở cho những hoài nghi về tính trung thực của các tuyên bố chính thức. Ngay sau vụ việc, tờ tuần báo Stern tường thuật về việc các thiết bị báo động trong cầu thang cứu hộ đã bị tắt đi vì lý do xây dựng sửa chữa, do đó mà có thể xâm nhập vào từ bên ngoài. Vì thế mà một số người đoán rằng đây là hành động của cơ quan tình báo, thế nhưng không có chứng cớ nào cho việc này cả. Cũng trong thời đấy, Otto Schily, bộ trưởng Bộ Nội vụ liên bang sau này, cũng đã bày tỏ hoài nghi về thuyết tự tử. Nhờ vào lời khai của những thành viên RAF ly khai thời gian sau này mà việc hoài nghi được xóa bỏ. Các thành viên RAF Brigitte Mohnhaupt và Susanne Albrecht phủ nhận trước những thành viên khác của RAF giả thuyết cho rằng những người này bị giết với lý do là những người trong trại giam Stammheim đã tự chủ động quyết định đến cuối cùng và việc tự sát là nhằm để RAF "tiếp tục cuộc đấu tranh". Tường thuật của nhân viên trại giam Horst Bubeck cũng tăng khả năng cho thuyết tự tử. Trong loạt bài về "Mùa Thu Đức" vào năm 2004 , tờ tuần báo Stern cho rằng ít nhất đây cũng là một vụ tự sát tập thể được nhà nước chấp nhận vì một số nhân viên an ninh đã biết về các khẩu súng trong trại giam trước đó qua lời khai của thành viên RAF là Volker Speitel.

### Thế hệ thứ hai
Thế hệ thứ hai hình thành sau khi phần lớn thế hệ thứ nhất của RAF bị bắt. Vào ngày 7 tháng 4 năm 1977 tổng công tố viên liên bang Siegfried Buback bị bắn chết cùng với người lái xe, mở đầu cho năm khủng bố đẫm máu nhất trong lịch sử nước Đức. Ngày 30 tháng 6 người phát ngôn thuộc ban giám đốc Dresdner Bank, Jürgen Ponto, bị bắn chết trong lúc 3 thành viên RAF định bắt ông làm con tin. Ngày 5 tháng 9 Hanns-Martin Schleyer bị bắt làm con tin, người lái xe và 3 nhân viên bảo vệ bị bắn chết. RAF yêu cầu trả tự do cho 10 người đồng chí hướng đang bị giam. Chính phủ liên bang quyết định tiếp tục đường lối cứng rắn và phản ứng bằng cách cô lập các tù nhân. Ngay sau đó 4 người Palestina cướp chiếc máy bay "Landshut" với 82 hành khách và 5 người thuộc phi hành đoàn nhằm tăng cường áp lực đối với chính phủ Đức. Trong đêm rạng sáng ngày 18 tháng 10 lực lượng đặc nhiệm GSG 9 của Đức giải phóng thành công các con tin bị bắt giữ trong máy bay. Ngày 19 tháng 10 xác chết của ông Hanns-Martin Schleyer được tìm thấy trong cốp xe của một chiếc Audi 100 tại Mulhouse (Pháp). Vài giờ sau khi các con tin trên máy bay được giải phóng, Baader, Ensslin và Raspe tự tử. Các vụ việc này đã đi vào lịch sử nước Đức dưới tên gọi Mùa Thu Đức.
Thành viên của thế hệ thứ hai nhận được sự giúp đỡ về tổ chức và tài chính từ nước Cộng hòa Dân chủ Đức (DDR). Ngoài ra một vài thành viên của RAF, dưới sự giúp đỡ của Bộ An ninh Quốc gia (DDR), đã lẫn trốn sang Cộng hòa Dân chủ Đức. Sau khi nước Cộng hòa Dân chủ Đức sụp đổ, danh tính của họ bị lộ. Susanne Albrecht, Werner Lotze, Ekkehard Freiherr von Seckendorff-Gudent, Christine Dümlein, Monika Helbing, Silke Maier-Witt, Henning Beer, Sigrid Sternebeck và Ralf-Baptist Friedrich bị bắt và tuyên án trong thời gian qua (ngoại trừ Ekkehard Freiherr von Seckendorff-Gudent và Christine Dümlein do các tội phạm bị quy cho đã quá thời hiệu truy tố), họ được nhận quy chế nhân chứng chính (King's evidence) do đã sẵn sàng khai báo.

### Thế hệ thứ ba
Thế hệ thứ ba, theo thông tin của các cơ quan bảo vệ hiến pháp Đức, bao gồm đến 250 người, được cho là đã thực hiện nhiều vụ phá hoại và giết người mà nạn nhân là các nhân vật nổi tiếng trong giới chính trị và kinh tế Đức. "Lõi cứng" bao gồm 15-20 người.
Họ bị buộc tội công kích giám đốc công ty Siemens Karl Heinz Beckurts, giám đốc Deutsche Bank Alfred Herrhausen và Detlev Karsten Rohwedder, lãnh đạo cơ quan Treuhandanstalt, công việc điều tra cho đến nay vẫn chưa chấm dứt.
Vào ngày 27 tháng 6 năm 1993 trong lúc bắt giữ 2 thành viên của RAF là Wolfgang Grams và Birgit Hogefeld đã xảy ra một vụ bắn nhau tại nhà ga của Bad Kleinen gần thành phố Schwerin, qua đó nhân viên GSG 9 Michael Newrzella và Grams bị bắn chết. Theo kết quả điều tra chính thức, Grams, sau khi bắn chết Newrzella bằng một khẩu súng lục mang theo người, đã tự giết mình để không phải bị bắt bằng cách tự bắn vào đầu trong lúc trọng thương đang ngã ngửa xuống đường ray tàu hỏa. Việc hoài nghi là Gram bị một nhân viên GSG 9 cố tình bắn chết đã lan truyền đi không những chỉ trong giới ủng hộ, đặc biệt là nhiều nhân chứng không trực tiếp tham gia đã xác nhận lối giải thích này với tờ tạp chí tin tức Der Spiegel.
Khi tình huống của vụ xuất kích được điều tra chính xác hơn, nhiều thiếu sót trong tường trình của các cơ quan điều tra khác nhau cũng như trong lúc bảo vệ dấu tích tại hiện trường đã xuất hiện. Vì những tranh cãi trong giới công khai, bộ trưởng Bộ Nội vụ Đức đương thời Rudolf Seiters đã từ chức; tổng công tố viên Alexander von Stahl được bãi nhiệm sau đó. Cha mẹ của Wolfgang Grams phát đơn kiện chính phủ liên bang trước tòa án dân sự Bonn và yêu cầu bồi thường. Tòa án đã đi đến nhận định là diễn biến của vụ việc không có thể được làm sáng tỏ nhưng không loại trừ khả năng cố ý giết người. Vụ án Bad Kleinen được nhiều nhà quan sát phê phán xem như là một việc uốn cong các nguyên tắc của một nhà nước pháp quyền, vì theo họ, một vụ kiện theo pháp quyền phải được bảo đảm là dẫn đến việc làm sáng tỏ hoàn toàn.
Wolfgang Grams bị quy tội là đã giết chết lãnh đạo của cơ quan Treuhandanstalt, Detlev Karsten Rohwedder, vào ngày 1 tháng 4 năm 1991 tại Düsseldorf. Viện công tố liên bang Đức cho biết việc Grams tham gia phạm tội trong vụ án Rohwedder đã được chứng minh bằng phân tích DNA các dấu vết tại hiện trường, cụ thể là qua một sợi tóc còn vương lại trong một chiếc khăn tay.
Vào ngày 15 tháng 9 năm 1999 Andrea Klump và Horst Ludwig Meyer bị cảnh sát Áo vây bắt. Qua một cuộc đọ súng Meyer bị bắn chết. Meyer bị quy tội là đã tham gia vào vụ giết ông Beckurts. Việc nhiều lần quy tội Klump là thành viên của RAF trước sau vẫn chưa được làm sáng tỏ, trong một vụ xử án việc này đã được bãi bỏ.
Ngay từ năm 1992, ngoài những nơi khác, các nhà báo Gerhard Wisnewski, Wolfgang Landgraeber và Ekkehard Sieker đã trình bày trong chương trình "Brennpunkt" (Điểm nóng) của đài truyền hình quốc gia liên bang Đức ARD giả thuyết được tranh luận cho là thế hệ thứ ba của RAF không tồn tại và những vụ giết người được quy cho thế hệ RAF này là do các cơ quan tình báo dàn dựng (xem quyển Das RAF-Phantom (Bóng ma RAF)).

### Tuyên bố giải tán
Vào ngày 20 tháng 4 năm 1998 RAF công bố việc tự giải tán trong một tuyên bố 8 trang. Trong đó: "Trước đây gần 28 năm, vào ngày 14 tháng 5 năm 1970, RAF thành hình từ một vụ giải phóng. Chúng tôi chấm dứt dự án này ngày hôm nay. Du kích thành phố dưới hình thức của RAF giờ đây là lịch sử."
Trước đấy, trong quá trình xét xử vào cuối năm 1996 tại Frankfurt am Main, Birgit Hogefeld đã kêu gọi giải tán RAF: "Cuộc đấu tranh đã thất bại."

## Nhân vật và tội phạm

### Các tội phạm được cho là do RAF gây ra
Tuy tổ chức RAF đã tuyên bố tự giải tán nhưng một vài tội phạm của RAF cho đến nay vẫn chưa được làm sáng tỏ hoàn toàn. "Các anh biết không nhiều về chúng tôi", RAF đã chế giễu nhân viên điều tra trong một tuyên bố vào năm 1996.
Thuộc vào trong số những vụ án này là vụ giết ông Detlev Rohwedder trong năm 1991 tại nhà riêng ở thành phố Düsseldorf. Sau khi theo dõi hơn 1.000 dấu vết cho đến nay vẫn chưa rõ là ai đã bắn chết ông Rohwedder. Qua phân tích DNA từ một sợi tóc trên một chiếc khăn tay được tìm thấy tại hiện trường, những nhân viên điều tra kết luận là Wolfgang Grams đã tham gia vào vụ giết người này.
Vụ giết Alfred Herrhausen trong ban giám đốc Deutsche Bank vẫn còn là câu đố. Viện công tố liên bang vẫn chưa biết những ai thuộc về "Đội quân Wolfgang Beer" (Kommando Wolfgang Beer) bao gồm 4 thành viên của RAF. Ngày 10 tháng 10 năm 1986 Gerold von Braunmühl, trưởng phòng Bộ Ngoại giao và là người thân tín của bộ trưởng Bộ Ngoại giao lúc đấy là Hans-Dietrich Genscher, bị một người bịt mặt bắn chết trên đường phố tại Ippendorf gần Bonn. Nhân viên điều tra vẫn chưa biết những ai thuộc về "Đội quân Ingrid Schubert". Ngày 9 tháng 7 năm 1986 Karl Heinz Beckurts thuộc ban giám đốc Siemens bị giết chết bằng một vụ đánh bom. Những người phạm tội vẫn chưa bị bắt. Thành viên RAF Horst-Ludwig Meyer bị nghi là phạm nhân. Người này bị bắn chết năm 1999 trong một cuộc đọ súng với cảnh sát Viên.
| Ngày tháng                 | Nơi xảy ra vụ việc          | Tội phạm | Ghi chú                                                                           |
| -------------------------- | --------------------------- | --- | --------------------------------------------------------------------------------- |
| 11 tháng 5 1972            | Frankfurt am Main           | Đánh bom căn cứ quân sự Mỹ ở Frankfurt.                                                                          | 1 người chết và 13 người bị thương.                                               |
| 12 tháng 5 1972            | Augsburg và München         | Đánh bom đồn cảnh sát Ausburg và Sở Cảnh sát Hình sự tiểu bang tại München.                                      | 5 nhân viên cảnh sát bị thương.                                                   |
| 16 tháng 5 1972            | Karlsruhe                   | Đánh bom chiếc xe của thẩm phán liên bang Wolfgang Buddenberg.                                                   | Bà Buddenberg đang lái xe và do đó bị thương.                                     |
| 19 tháng 5 1972            | Hamburg                     | Đánh bom trụ sở của nhà xuất bản Axel Springer.                                                                  | 17 người bị thương.                                                               |
| 24 tháng 5 1972            | Heidelberg                  | Đánh bom căn cứ chỉ huy châu Âu của quân đội Mỹ.                                                                 | 3 quân nhân Mỹ chết, 5 người bị thương.                                           |
| 25 tháng 4 1975            | Stockholm                   | Chiếm tòa đại sứ quán Đức, giết chết Andreas von Mirbach và Dr. Heinz Hillegaart (Vụ bắt con tin tại Stockholm). | 4 người chết, trong đó 2 là thành viên RAF.                                       |
| 7 tháng 4 1977             | Karlsruhe                   | Bắn chết tổng công tố viên liên bang Siegfried Buback.                                                           | 3 người chết.                                                                     |
| 30 tháng 7 1977            | Oberursel (Taunus)          | Phát ngôn viên thuộc ban giám đốc Dresdner Bank, Jürgen Ponto, bị bắn chết trong lúc định bắt cóc ông.           | 1 người chết.                                                                     |
| 5 tháng 9 18. Oktober 1977 | Köln Mülhausen (Elsass)     | Bắt cóc chủ tịch Hiệp hội những người sử dụng lao động, Hanns-Martin Schleyer, bắn chết ông sau đó.              | 5 người chết (bao gồm cả người lái xe và 3 nhân viên cảnh sát bảo vệ).            |
| 25 tháng 6 1979            | Heidelberg                  | Bắn viên tướng Mỹ Alexander Haig bằng súng chống tăng.                                                           |                                                                                   |
| 11 tháng 5 1981            | Frankfurt am Main           | Giết chết bộ trưởng Bộ Kinh tế bang Hessen, ông Heinz Herbert Karry.                                             |                                                                                   |
| 15 tháng 9 1981            | Heidelberg                  | Công kích tổng chỉ huy bộ binh Mỹ tại châu Âu, tướng Frederick James Kroesen.                                    |                                                                                   |
| 1 tháng 1 1985             | Gauting gần hồ Starnberg    | Bắn chết Dr. Ernst Zimmermann, giám đốc tập đoàn chế tạo vũ khí MTU.                                             |                                                                                   |
| 8 tháng 8 1985             | Wiesbaden/Frankfurt am Main | Quân nhân Mỹ Edward Pimental bị bắn chết.                                                                        |                                                                                   |
| 9 tháng 7 1986             | Straßlach (gần München)     | Đánh bom và giết chết giám đốc tập đoàn Siemens Karl Heinz Beckurts và người lái xe Eckhard Groppler.            |                                                                                   |
| 10 tháng 10 1986           | Bonn                        | Giết chết Dr. Gerold von Braunmühl thuộc Bộ Ngoại giao liên bang Đức.                                            |                                                                                   |
| 30 tháng 11 1989           | Bad Homburg v. d. Höhe      | Đánh bom ông Alfred Herrhausen.                                                                                  | Chưa rõ thủ phạm.                                                                 |
| 1 tháng 4 1991             | Düsseldorf                  | Bắn chết giám đốc Treuhandanstalt, ông Detlev Karsten Rohwedder.                                                 | Chưa rõ thủ phạm, tham gia của Wolfgang Grams được chứng minh bằng phân tích DNA. |
| 27 tháng 3 1993            | Weiterstadt                 | Đánh bom tại giam tù nhân tại Weiterstadt.                                                                       | Chưa rõ thủ phạm, không có người bị thương, thiệt hại vật chất 200 triệu DM.      |

### Nạn nhân của RAF
Trong thời gian từ 1970 đến 1997 37 người đã bị RAF giết chết, đó là:
Norbert Schmid, Herbert Schoner, Hans Eckhard, Paul Bloomquist, Clyde Bronner, Ronald Woodward, Charles Peck, Andreas von Mirbach, Dr. Heinz Hillegaart, Fritz Sippel, Siegfried Buback, Wolfgang Göbel, Georg Wurster, Jürgen Ponto, Heinz Marcisz, Reinhold Brändle, Helmut Ulmer, Roland Pieler, Arie Kranenburg, Dr. Hanns-Martin Schleyer, Hans-Wilhelm Hansen, Dionysius de Jong, Johannes Goemans, Edith Kletzhändler, Dr. Ernst Zimmermann, Edward Pimental, Becky Bristol, Frank Scarton, Prof. Dr. Karl Heinz Beckurts, Eckhard Groppler, Dr. Gerold von Braunmühl, Dr. Alfred Herrhausen, Dr. Detlev Karsten Rohwedder và Michael Newrzella

### Thành viên RAF đã chết
Trong cùng thời gian trên, 20 người được cho là thành viên của RAF đã chết:
Petra Schelm, Holger Meins, Ulrich Wessel, Siegfried Hausner, Katharina Hammerschmidt, Ulrike Meinhof, Andreas Baader, Gudrun Ensslin, Jan-Carl Raspe, Ingrid Schubert, Willy-Peter Stoll, Michael Knoll, Elisabeth von Dyck, Juliane Plambeck, Wolfgang Beer, Sigurd Debus, Johannes Thimme, Wolfgang Grams và Horst Ludwig Meyer.
Nguồn: Klaus Pflieger: Die Aktion "Spindy". Die Entführung des Arbeitgeberpräsidenten Dr. Hanns-Martin Schleyer. Baden-Baden 1997. ISBN 3-7890-4598-5

### Tù nhân là thành viên của RAF
Với Eva Haule (từ 1986), Birgit Hogefeld (1993), Christian Klar (1982) và Brigitte Mohnhaupt (1982) còn 4 người đã từng là thành viên của RAF đang ngồi tù. Hanna Krabbe bị giam giữ từ 1975 đến 1996. Rolf Clemens Wagner, hoạt động cho RAF chủ yếu trong thập niên 1970 được trả tự do vào ngày 9 tháng 12 năm 2003 sau 24 năm trong tù. Adelheid Schulz, người ngoài những tội khác đã bị xử tù chung thân do tham gia vào vụ bắt cóc và giết chết ông Hanns-Martin Schleyer, được tổng thống Đức đương thời là Johannes Rau ân xá vào ngày 1 tháng 2 năm 2002. Trong tháng 10 năm 2001 án tù của Rolf Heißler được chuyển thành án tù treo, Heißler bị tuyên án tù chung thân vào năm 1982.
(Nguồn: ,  Lưu trữ ngày 12 tháng 1 năm 2006 tại Wayback Machine, ,  Lưu trữ ngày 9 tháng 5 năm 2006 tại Wayback Machine, ,  và )

## Nhìn lại lịch sử

### Phim
- Deutschland im Herbst, tập phim ngắn nhiều đạo diễn, Cộng hòa Liên bang Đức 1978, đạo diễn: Rainer Werner Fassbinder, Volker Schlöndorff...
- Die dritte Generation, phim hài, Cộng hòa Liên bang Đức 1979, đạo diễn: Rainer Werner Fassbinder
- Die bleierne Zeit, phim truyện, Cộng hòa Liên bang Đức 1981, đạo diễn: Margarethe von Trotta
- Stammheim, phim tài liệu, Cộng hòa Liên bang Đức 1986, đạo diễn: Reinhard Hauff, kịch bản: Stefan Aust
- Todesspiel, phim tài liệu, Đức 1997, đạo diễn: Heinrich Breloer
- Das Phantom, phim, Đức 1997, đạo diễn: Dennis Gansel
- Die innere Sicherheit, phim truyện, Đức 2000, đạo diễn: Christian Petzold
- Die Stille nach dem Schuss, phim truyện, Đức 2000, đạo diễn: Volker Schlöndorff
- Das Phantom, phim truyện, Đức 2000, đạo diễn: Dennis Gansel
- Black Box BRD, phim tài liệu, Đức 2001, đạo diễn: Andres Veiel
- Baader-Meinhof: In Love with Terror", phim tài liệu, Anh 2002
- Baader, phim truyện, Deutschland 2002, đạo diễn: Christopher Roth
- Starbuck Holger Meins, phim tài liệu, Đức 2003, đạo diễn: Gerd Conradt
- Stockholm 75, phim tài liệu, Thụy Điển 2003, đạo diễn: David Arnowitsch
- Andreas Baader - Der Staatsfeind, phim tài liệu, Đức 2003, đạo diễn: Klaus Stern
- Im Fadenkreuz-Deutschland & die RAF, phim tài liệu, Đức

### Tường thuật và hồi tưởng từ RAF
- Margrit Schiller und Jens Mecklenburg: Es war ein harter Kampf um meine Erinnerung - Ein Lebensbericht aus der RAF. ISBN 3-492-23304-X
- Oliver Tolmein: RAF - Das war für uns Befreiung - Ein Gespräch mit Irmgard Möller über bewaffneten Kampf, Knast und Linke, Hamburg 2002. ISBN 3-89458-217-0